# Trematodon rapaensis
Trematodon rapaensis là một loài rêu trong họ Bruchiaceae. Loài này được E.B. Bartram mô tả khoa học đầu tiên năm 1940.